# Diapensiales
Ordre
Classification APG II (2003)
Classification APG III (2009)
Les Diapensiales sont un ordre de plantes dicotylédones.
En classification classique de Cronquist (1981) elle ne comprend qu'une famille :
- famille Diapensiacées

En classification phylogénétique APG II (2003) et classification phylogénétique APG III (2009) cet ordre n'existe pas et les Diapensiacées sont placées dans l'ordre Ericales.